# Зимвракакис, Хараламбос
Халамбос Зимвракакис (греч.  Χαράλαμπος Ζυμβρακάκης  (Периволи Кидония, Крит Османская империя 1812 — Афины Греческое королевство 1880) — греческий артиллерийский офицер и политик XIX века. Военный министр в 5 греческих правительствах.
Отец известных греческих генералов Эммануила и Эпаминонда Зимвракакисов.

## Биография
Хараламбос Зимвракакис родился в 1812 году в селе Периволи у Кидония, острова Крит, находившегося тогда под османским контролем.
С началом Греческой революции в 1821 году, его отец, Эммануил, возглавил отряд повстанцев, но попал в турецкую засаду и был убит. Мать, с двумя детьми, Харлампием и Иоанном, бежала на южный берег острова в Сфакия, а затем выбралась морем в Нафплион, где образовалась колония беженцев с Крита.
Хараламбос вырос в Нафплионе и окончил Военное училище эвэлпидов в звании лейтенанта артиллерии.
В 1841 году, при очередном брожении на Крите, подал в отставку и отправился вместе с братом Иоаннисом в Лаконию, формировать отряд добровольцев.
Корабль с отрядом братьев Зимвракаисов не дошёл до Крита, поскольку восстание было отложено.
Лейтенант Хараламбос Зимвракакис принял участие в конституционной революции 1843 года:111.
В 1854 году был направлен штабистом к генералу Иоаннису Мамурису (1797—1867).
Принял участие в антимонархистском восстании в Навплионе в 1862 году. Вместе с Димитрием Гривасом занял близлежащий город Аргос. Под давлением правительственных войск оставил Аргос 6 февраля и принял участие в кровавой обороне Нафплиона 1 марта 1862 года:498.
Был в числе 19 офицеров, которым было отказано в амнистии 24 марта. В числе 200 офицеров и других революционеров был вывезен на английском и французском кораблях в Смирну, а оттуда выбрался морем в Италию, а затем во Францию:499.
После изгнания короля Оттона в октябре 1862 года, беженцы Крита, находившиеся на острове Милос, избрали его своим представителем в Парламент.
В 1864 году был назначен военным министром в правительстве Зиновия Валвиса.
Был повторно назначен военным министром в 1866 году в правительстве Димитриоса Вулгариса.
В этот период разразилось Критское восстание и брат военного министра подполковник Иоаннис Зимвракакис высадился на восставшем острове с отрядом добровольцев, одновременно с отрядом полковника Паноса Коронеоса:193:172.
В период 1869—1877 и 1877—1881 полковник Хараламбос Зимвракакис возглавлял Военное училище эвэлпидов:293, став одновременно дважды военным министром в 1870 и 1871 году:210.
В общей сложности Хараламбос Зимвракакис был военным министром 5 раз, в следующих правительствах:
- Правительство Зиновия Валвиса 1864.
- Правительство Димитриоса Вулгариса 1866.
- Правительство Эпаминонда Делигеоргиса 1870.
- Правительство Трасивула Заимиса 1871.
- Правительство Константина Канариса 1877.

Хараламбос Зимвракакис умер в Афинах в 1880 году.
Его сын, Эммануил (1861—1928), стал генералом и в годы Первой мировой войны командовал греческой армией в битве при Скра-ди-Леген.
Второй сын, Эпаминонд (1863—1922), также стал генералом и командовал дивизией в том же сражении